# Inspire, Debate, Engage and Accelerate Action
Das sogenannte Inspire, Debate, Engage and Accelerate Action (I.D.E.A.) (deutsch ‚Inspirieren, Diskutieren, Engagieren und Maßnahmen anschieben‘) ist der interne Think Tank der Europäischen Kommission und ist einer Generaldirektion der Kommission gleichgestellt. Es ist direkt dem amtierenden Präsidenten der Kommission zugeordnet. Es berät den Präsidenten und die EU-Kommission durch strategische Analysen. Schwerpunktmäßig orientiert sich die Arbeit des Teams an den sechs Prioritäten der Kommission von der Leyen I: „Geopolitik und Europa in der Weltordnung“, „Grüner Deal“, „Digitalisierung, Technologie und Innovation“, „Soziale Marktwirtschaft“ sowie „Die Zukunft Europas und der EU-Institutionen“. Diese inhaltlichen Zuständigkeitsbereiche sind innerhalb des Think Tanks in zwei Unterabteilungen gegliedert, unterstützt werden diese von zentralen Diensten. Die Dienststelle ist in Brüssel angesiedelt.
Die Ursprünge des Think Tanks reichen bis in das Jahr 1989, seitdem wurde die Struktur regelmäßig von den amtierenden Kommissionen angepasst. Bis Dezember 2019 trat der Think Tank unter dem Namen European Political Strategy Centre (EPSC) (Europäisches Zentrum für politische Strategie) auf.

## Geschichte des Think Tanks der Europäischen Kommission

### Forward Studies Unit of the European Commission
Die Ursprünge dessen, was heute als I.D.E.A. bekannt ist, gehen auf das Jahr 1989 zurück, als die Einheit für vorausschauende Studien von der Europäischen Kommission als kleine Denkfabrik eingerichtet wurde, die mit EU-Beamten besetzt war, welche direkt dem damals amtierenden Kommissionspräsidenten Jacques Delors unterstellt waren.
Die Hauptaufgabe des Sonderreferats bestand darin, die europäische Integration zu beobachten und zu bewerten, indem es langfristige Perspektiven und strukturelle Tendenzen untersuchte. Dabei stützte es sich insbesondere auf ein Netz externer Kontakte zu Forschungsinstituten, die auf langfristige Prognosen und Planungen spezialisiert waren. Mitglieder dieser ersten Einheit waren unter anderem Marc Luyckx Ghisi, Guy Spier sowie Maria João Rodrigues.

### Group of Policy Advisers (GOPA)
Im Mai 2000 wandelte Romano Prodi die Abteilung für Forward Studies in die sogenannte Group of Policy Advisers (GOPA) um und betraute sie mit vier spezifischen Aufgabenbereichen: Wirtschaft, soziale Angelegenheiten, auswärtige Angelegenheiten sowie dem Dialog mit den Religionen.

### Bureau of European Policy Advisers (BEPA)
Mit dem Beginn der Amtszeit von José Manuel Barroso als Präsident der Europäischen Kommission im Jahr 2004 wurde die GOPA erneut umstrukturiert und in Bureau of European Policy Advisers (BEPA) umbenannt. Neben der etablierten Unterstützung und politischen Beratung des Kommissionspräsidenten waren insbesondere der Kontakt zur Zivilgesellschaft, institutionelle Aktivitäten auf dem Gebiet der Ethik in Wissenschaft und neuen Technologien und die Fortsetzung des Dialogs mit Kirchen, Religionsgemeinschaften sowie philosophischen und weltanschaulichen Organisationen Kernaufgaben. In dieser Form bestand der Think Tank bis zum Ende der zweiten Amtszeit Barrosos 2014.

### European Political Strategy Centre (EPSC)
Mit der Ankunft von Jean-Claude Juncker als Präsident der Europäischen Kommission im Jahr 2014 wurde das BEPA umstrukturiert und in European Political Strategy Centre (EPSC) umbenannt. Die Aufgabe zum Dialog mit den Religionen und Weltanschauungen wurde unter der Leitung von Vincent Depaigne in die Generaldirektion Justiz und Verbraucher ausgelagert. Leiterin des Zentrums unter Jean-Claude Junker war Ann Mettler. Das Zentrum gliederte sich in zwei Direktionen, denen jeweils ein stellvertretender Leiter des Zentrums vorstand. In dieser Form bestand der Think Tank bis zur Umstrukturierung durch Ursula von der Leyen.